# Warfect
Warfect ist eine schwedische Thrash-Metal-Band aus Uddevalla, die im Jahr 2003 unter dem Namen Incoma gegründet wurde.

## Geschichte
Die Band wurde im Jahr 2003 unter dem Namen Incoma gegründet, ehe sie nach der Veröffentlichung von zwei Demos sich 2008 in Warfect umbenannte. Im November 2009 erschien über My Kingdom Music das Debütalbum Depicting the Macabre, dem sich im Juni 2013 das zweite Album Exoneration Denied bei Cyclone Empire anschloss. Im August erschien für das Lied Drone Wars ein Musikvideo, ehe im Juli 2014 für Inflammatory ein zweites folgte. Im selben Monat ging die Band zudem auf eine Europatournee, die 17 Auftritte umfasste, zusammen mit NunSlaughter und Demonical.

## Stil
Laut Neil Arnold von metalforcesmagazine.com spielt die Band auf Exoneration Denied modernen und technisch anspruchsvollen Thrash Metal, vergleichbar mit der Musik von Sadus und Vektor. Die E-Gitarren seien unberechenbar und der Gesang boshaft. Der Stil sei dem Thrash Metal der späten 1980er Jahre nachempfunden. Die Band klinge dabei nicht schwedisch, sondern komme eher Bands wie Anacrusis, Kreator und Slayer nahe. Besonders im Lied Drone Wars klinge die Band sehr nach Slayer, während der Song Inflammatory wie eine Mischung aus Slayer und Voivod klinge.

## Diskografie
als Incoma
- 2006: Beyond Control (Demo, Eigenveröffentlichung)
- 2007: In Command (Demo, Eigenveröffentlichung)

als Warfect
- 2009: Depicting the Macabre (Album, My Kingdom Music)
- 2011: 2011 Demo (Demo, Eigenveröffentlichung)
- 2013: Exoneration Denied (Album, Cyclone Empire)
- 2020: Spectre of Devastation (Album, Napalm Records)